# Џур модо језик
Џур модо језик је језик из породице нило-сахарских језика, грана бонго-багирми. Њиме се служи око 100.000 становика у долини реке Џур у Јужном Судану. Користи латинично писмо и учи се у локалним основним школама.